# Novaki Bistranski
Novaki Bistranski is een plaats in de gemeente Bistra in de Kroatische provincie Zagreb. De plaats telt 777 inwoners (2001).